# Dr. Baker
Dr. Baker var en dansk house- og technogruppe der blev dannet i 1989 af de to djs og producere Kenneth Bager og Lasse "Illinton" Mosegaard. Senere blev Mosegaard erstattet af produceren Kenn "The Killer" Haunstoft, og sangerinderne Camilla og Charlotte Wisøfeldt kom med. Gruppen udsendte deres debutalbum, Global Kaos i 1992, der bl.a. indeholdt singlerne "Kaos" (1989) og "Turn Up the Music" (1991). Albummet solgte 110.000 eksemplarer.
På singlen "Kaos" deltager en 15 årig Natasja.
I 1996 gjorde Dr. Baker comeback med singlen "Alarm", denne gang med besætningen Kenneth Bager, Michael Pfundheller, og Camilla og Charlotte Wisøfeldt.

## Diskografi

### Album
- Global Kaos (1992)

### Singler
- "Kaos" (1989)
- "Reality" (1990)
- "Turn Up the Music" (1991)
- "Inan" (1992)
- "Kaos" / Save Your Love for Me" (Remixes) (1992)
- "Vie La Vie" (1993)
- "Alarm" (1996)